# Plug-in
Een plug-in (ook wel invoegtoepassing) is een aanvulling op een computerprogramma. Plug-ins worden over het algemeen gemaakt om een programma uit te breiden of meer mogelijkheden te geven. Een plug-in heeft de host-applicatie nodig om te kunnen werken en kan niet standalone draaien. Soms worden er wel speciale standalone-versies uitgebracht.
Plug-in (of plugin) is het Engelse woord voor iets wat erbij gestoken wordt, en is een algemene term. Een plug-in kan bestaan uit een zelfstandig programma, een dynamic-link library, een script of elke andere vorm. Vaak zijn de plug-ins opgeslagen in de map die ook 'plugin' of 'plugins' heet.
Webbrowsers gebruiken plug-ins om speciale informatie op een site te kunnen laten zien zoals QuickTime-videobeelden, 3D-VRML-beelden, en flashanimaties via Adobe Flash Player. Ook Java kan als een plug-in in verschillende webbrowsers geïnstalleerd worden.
Soms kunnen plug-ins door iedereen bijgemaakt worden. Daarmee kunnen door gebruikers nieuwe dingen toegevoegd worden, zonder zich met de ontwikkeling van het programma te bemoeien.
Plug-ins hebben ook een keerzijde: aangezien deze net als andere software beveiligingslekken en kwetsbaarheden kunnen hebben (en vaak ook op veel grotere schaal verspreid zijn, vooral in webbrowsers), kunnen deze beveiligingsrisico's vormen. Men kan zich hiertegen wapenen door plug-ins (vooral die voor browsers) up-to-date te houden, ze te sandboxen of plug-ins gewoonweg helemaal uit te schakelen. Vooral de populaire plug-ins Adobe Flash Player en Java worden misbruikt om malware via het internet op computers te installeren (door middel van exploits).